# Shavkat Karimov
Sahvkat Ibrohimovich Karimov (en ouzbek : Шавкат Ибрoгимович Каримов, né le 21 juin 1943 à Tachkent) est un homme d'État, chirurgien et chercheur ouzbek. Il a été ministre de la santé entre 1991 et 1998.

## Biographie
En 1966, Karimov gradue de l'Institut médical d'État de Tachkent. À partir de 1989, il est chargé de la santé en Ouzbékistan, alors sous contrôle soviétique. À l'indépendance en 1991, il devient ministre de la Santé du pays. Il reste à ce poste jusqu'en 1998, alors qu'il est remplacé par Feruz Nazirov. Il est recteur de l'Institut médical d'état de Tachkent pendant dix ans entre 2006 et 2016, moment où Laziz To‘ychiyev le remplace.
La carrière académique de Karimov est bien fourni. En plus d'être crédité d'environ 70 inventions et innovations, il a écrit plus de 550 ouvrages y compris 500 articles scientifiques et 25 livres académiques.
Karimov est membre honoraire de l'Académie internationale des sciences, de l'éducation, de l'industrie et des arts.